# Seuneubok Baro (Cot Girek)
Seuneubok Baro is een bestuurslaag in het regentschap Aceh Utara van de provincie Atjeh, Indonesië. Seuneubok Baro telt 246 inwoners (volkstelling 2010).